# Jan Thurzo (burmistrz)
Jan Thurzo (również: Turzo; ur. 30 kwietnia 1437 w Lewoczy, zm. 10 października 1508 w Nagybánya) – kupiec, przedsiębiorca i patrycjusz z węgierskiego rodu Thurzo von Bethlenfalva (z Betlanovców), rajca i burmistrz krakowski.

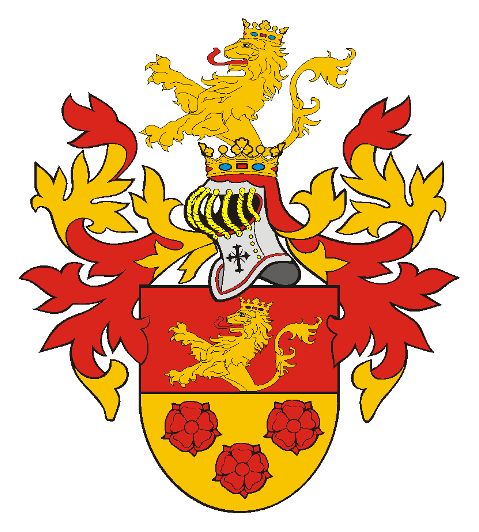
Herb rodowy Turzonów

## Życiorys
Najstarszy syn Jerzego Turzona (zm. przed 1458), również kupca i przedsiębiorcy, który wydając swą córkę Martę (według innego źródła Marię) za syna olkuskiego żupnika Jana Tesznara starszego (syn – Jan Teszner młodszy) wydobywającego rudę ołowiu, położył podwaliny pod przyszłą potęgę rodu. Jan Turzo wysłany został przez ojca do Wenecji i Padwy, gdzie pogłębiał swą wiedzę o hutnictwie.
Po powrocie z Włoch nadal rozwijał rodzinny interes, podejmował liczne przedsięwzięcia górnicze i hutnicze: doglądał wydobycia rud ołowiu, srebra, złota i miedzi w Olkuszu w Polsce, Kutnej Horze w Czechach oraz na Węgrzech (Nagybánya), w Słowacji (ośrodek hutniczy w Moštenicy koło Bańskiej Bystrzycy), na Spiszu w rejonie Gelnicy i Smolníka, w Tatrach, na Śląsku (Złoty Stok, Frywaldów, Cukmantl, a także w Górach Złotych). Jako administrator węgierskiego króla Macieja Korwina kontrolował cały rejon górniczy miedzi, srebra i złota w Środkowej Słowacji (na ówczesnych Górnych Węgrzech), m.in. w Szpaniej Dolinie w rejonie Bańskiej Bystrzycy, w Bańskiej Szczawnicy, Novej Bani i sprowadzał surowiec do Krakowa. W Kremnicy podjął się także odwodnienia kopalni złota. 14 września 1478 roku kupił kopalnię srebra w Rammelsbergu koło Goslaru w górach Harzu.
W 1463 osiadł w Krakowie, do prawa miejskiego Krakowa został przyjęty w 1465 roku.
Sprowadził na ziemie polskie nową technologię ekstrakcji srebra z miedzi zwaną sajgrowaniem. Polegała ona na oddzieleniu srebra od miedzi przy użyciu ołowiu. Miedź przetapiano z ołowiem, w wyniku czego powstawał stop miedzi, ołowiu i srebra. Wkładano go następnie do pieca sajgrowego, gdzie w niskiej temperaturze od miedzi oddzielał się ołów zawierający srebro. Uzyskany srebronośny ołów trybowano, finalnie uzyskując srebro. Turzo w 1469 roku założył hutę miedzi i srebra w podkrakowskiej Mogile, na terenie należącym do cystersów, których klasztor do dziś funkcjonuje na terenie obecnej Nowej Huty – dzielnicy Krakowa. Tu właśnie wykorzystał nowatorską metodę. Wokół Mogiły powstało międzynarodowe przedsiębiorstwo – srebronośną miedź sprowadzał ze Spiszu, ołów z Olkusza, drewno do opalania kupował pod Krakowem, a wytopiony metal spławiał Wisłą do Gdańska, po czym sprzedawał na rynki Europy Zachodniej. Stosowana przez niego metoda odciągania srebra z rud miedzi przy pomocy ołowiu przynosiła mu ogromne dochody.
W swoich przedsięwzięciach wchodził w spółki z innymi przedsiębiorczymi ludźmi swojej epoki. Ze swoim szwagrem Janem Tesznarem młodszym założył hutniczą spółkę, z Janem Teglem zajął się odwadnianiem kopalń w Olkuszu i na Słowacji (odwadnianie głębiej położonych złóż było kolejną innowacją Jana Turzo). W 1495 roku (wspólnie z synem Jerzym) stworzył z augsburskim finansistą Jakubem Fuggerem spółkę wydobywczo-handlową „Ungarischer Handel”, która w błyskawicznym tempie zmonopolizowała niemal cały przemysł związany z wydobyciem i wytopem miedzi, ołowiu, srebra i złota oraz handel tymi metalami w całej ówczesnej Europie. Umowę przypieczętowało małżeństwo syna Jerzego z bratanicą Jakuba, Anną Fugger, a później córki Katarzyny z bratankiem Jakuba Rajmundem Fuggierem.
Żenił się dwukrotnie, z córkami wpływowych patrycjuszy krakowskich: z Urszulą, córką Jana Bema oraz z Barbarą, córką Jana Becka. Małżeństwa te oraz zamożność postawiła go bardzo wysoko w hierarchii krakowskiego patrycjatu. W roku 1477 Jan sięgnął po urząd burmistrza Krakowa. Od tego też roku aż do śmierci w 1508 pełnił funkcję rajcy miejskiego. Zasiadał w radzie urzędującej w 1477 roku, gdy rozpoczęto prace nad budową nowego ołtarza w kościele Mariackim przez Wita Stwosza. Z ramienia rady nadzorował powstawanie ołtarza.
Jan Turzo był jednym z najbogatszych ludzi ówczesnej Europy Środkowej. Był człowiekiem wykształconym, władał wieloma językami: polskim, węgierskim, niemieckim, włoskim i łacińskim. W Krakowie był właścicielem kamienic położonych przy ulicach: Grodzkiej, Szewskiej i Szczepańskiej („Pod Gruszką”), a także folwarku na Prądniku.
Został pochowany w Lewoczy w 1508 roku.

## Losy dzieci Jana Thurzo
Jego pierworodny syn Jan V Thurzo (ur. 1466) studiował w Akademii Krakowskiej i później na akademii papieskiej we Włoszech. Wybrał powołanie duszpasterskie i został biskupem wrocławskim.

Inny z synów Jana, Stanisław (ur. 1470), został biskupem Ołomuńca.
Jerzy (ur. 1467), także rajca krakowski, kontynuował rozległe interesy ojca. W związku ze złym stanem zdrowia opuścił jednak Kraków, przeniósł się do Augsburga, gdzie w 1521 roku zmarł.
Po śmierci Jerzego firma przeszła w ręce młodszego brata, Aleksego (ur. 1490), który kontynuował współpracę z Fugerrami m.in. eksploatacja rud ołowiu w Długoszynie i Maczkach w Małopolsce. Poza tym Aleksy był sędzią na dworze węgierskim i otrzymał w nagrodę za wierną służbę Habsburgom dziedziczne hrabstwo, Spisz. W 1525 roku zmarł nie pozostawiając męskiego potomka.
Natomiast urodzony w 1492 Jan – kupiwszy od Kazimierza II cieszyńskiego Księstwo pszczyńskie – został (w latach 1517–1523) panem Pszczyńskiego Wolnego Państwa Stanowego. Po swoim bracie Aleksym odziedziczył także Spisz. Najmłodszy Jan nigdy się nie ożenił.
W 1527 roku w związku z sytuacją polityczną Turzonowie wycofali się ze spółki i działali już na mniejszą skalę.